# Tell It to My Heart (album)
Tell It to My Heart è il primo album in studio della cantante statunitense Taylor Dayne, pubblicato nel 1988.

## Tracce
1. Tell It to My Heart – 3:41
2. In the Darkness – 3:17
3. Don't Rush Me – 3:50
4. I'll Always Love You – 4:33
5. Prove Your Love – 3:28
6. Do You Want It Right Now – 4:04
7. Carry Your Heart – 4:22
8. Want Ads – 3:00
9. Where Does That Boy Hang Out – 4:23
10. Upon the Journey's End (con Billy T. Scott) – 4:05